# Крістофер Драцан
Крістофер Драцан (нім. Christopher Drazan, нар. 2 жовтня 1990, Відень) — австрійський футболіст, півзахисник клубу ЛАСК (Лінц) та національної збірної Австрії.

## Клубна кар'єра
Народився 2 жовтня 1990 року у Відні. Вихованець футбольної школи клубу «Адміра-Ваккер». Дорослу футбольну кар'єру розпочав 2006 року в основній команді того ж клубу, в якій провів один сезон, взявши участь лише у 4 матчах чемпіонату. 
До складу клубу віденського «Рапіда» приєднався 2007 року, протягом нуступних шости років відіграв у цій команді понад 100 матчів чемпіонату.
2013 року Драцана запросив до себе німецький «Кайзерслаутерн», у складі якого, втім, він не зміг пробитися до основного складу і за рік, на початку 2014, був відданий в оренду до третьолігового клубу «Рот Вайс» (Ерфурт). Влітку того ж року гравець був орендований австрійським клубом ЛАСК (Лінц), який влітку 2015 подовжив орендну угоду.

## Виступи за збірну
2009 року дебютував в офіційних матчах у складі національної збірної Австрії. Наразі провів у формі головної команди країни 3 матчі.

## Титули і досягнення
- Володар Кубка Ліхтенштейну (1):

Вадуц: 2018-19